# Conchocarpus mastigophorus
Conchocarpus mastigophorus är en vinruteväxtart som beskrevs av J. A. Kallunki. Conchocarpus mastigophorus ingår i släktet Conchocarpus och familjen vinruteväxter. Inga underarter finns listade i Catalogue of Life.